# Stollingsstoornis
Stollingsstoornissen zijn aandoeningen waarbij de bloedstolling afwijkt van de normale situatie.
Hieronder hemofilie A, hemofilie B, de ziekte van von Willebrandt, idiopathische trombocytopenische purpura, de ziekte van Glanzmann, sepsis, diffuse intravasale stolling, trombofilie, aanwezigheid van Factor V Leiden, enz. 
Voor het diagnosticeren van stollingsstoornissen en het beoordelen van het effect van antistollingsmedicatie zijn er een groot aantal stollingstests mogelijk, waarvan de bloedingstijd, de protrombinetijd en de geactiveerde protrombinetijd een paar bekende zijn.